# Famille Olgyay
Olgyay de Olgya (olgyai Olgyay en hongrois) est le patronyme d'une ancienne famille de la noblesse hongroise.

## Origines
La famille est originaire du comitat de Pozsony. Son premier membre connue est András de Ouga qui reçoit en 1256 du roi Béla IV la terre de Olgya, don confirmé par Étienne V de Hongrie en 1271. Son fils Péter (fl. 1256-1281) est cité comme comte (comes en latin) et reçoit de la part du roi, avec son frère Farkas, la terre de Vata en 1295. Le fils de Péter, Andics, est cité comme comes (1291-1309) et mester (1345).

## Membres notables
- András Chuna Olgyay, cité comme comte (comes) en 1309.
- Miklós Olgyay (fl. 1569), juge des nobles du comitat de Pozsony, homme du roi (1580).
- György Olgyay (fl. 1554-1573), protonotaire (itélőmester en hongrois, protonotarius en latin) du juge suprême du royaume et alispán du comté de Nyitra.
- János Olgyay (1593–1611), alispán du comté de Pozsony et gouverneur de sa forteresse (várnagy).
- Miklós Olgyay (1805°), juge des nobles en chef du comté de Pozsony (1846).
- Balázs Olgyay, capitaine de cavalerie, chevalier de l'ordre militaire de Marie-Thérèse (1809).
- Titus Olgyay (fl. 1846-1861), notaire en chef puis alispán du comté de Pozsony, parlementaire.
- Ferenc Olgyay (hu) (1872-1939), artiste peintre, il fut notamment membre du MIÉNK, ou Cercle des impressionnistes et naturalistes hongrois.
- Miklós Olgyay (hu) (1904-1958), docteur en sciences, phytopathologiste, mycologue et professeur universitaire hongrois d'agronomie.
- Les frères Olgyay (hu), Aladár (1910-1964) et Viktor (1910-1966), jumeaux, tous deux architectes actifs en Hongrie puis aux États-Unis après 1947.

## sources
- Iván Nagy: Magyarország családai, Budapest
- Samu Borovszky: Magyarország vármegyéi és városai, 1904
- Az Olgyay család levéltárának oklevelei (1379–1468) In FONS XXIV. 2017, p. 347-402